# Arvīds Jansons
Pour les articles homonymes, voir Mariss Jansons.
Arvīds Jansons (Liepāja, 10 octobre 1914 – Manchester, 21 novembre 1984) est un chef d'orchestre letton, père du chef Mariss Jansons.

## Biographie
Jansons étudie le violon de 1929 jusqu'en 1935, au Conservatoire de Liepāja ; puis le violon, la composition et la direction d'orchestre avec Leo Blech, au Conservatoire de Riga de 1940 jusqu'en 1944, alors qu'il travaille comme violoniste à l'Opéra de Riga. En 1944, il est nommé chef d'orchestre de l'Opéra de Riga, puis de l'orchestre de la radio lettone (1947-1952). En 1952, il est nommé chef d'orchestre associé, et part en tournée (Australie, Extrême-Orient) avec l'orchestre Philharmonique de Leningrad derrière Yevgueni Mravinski et Kurt Sanderling.
Jansons devient le premier chef invité du Hallé Orchestra en 1965. En 1972, il est nommé professeur au Conservatoire de Leningrad et donne des cours également en Allemagne. Il est mort d'une crise cardiaque en 1984, pendant la tenue d'un concert avec le Hallé. Il est enterré à côté de Karl Eliasberg au Cimetière Volkovo de Saint-Pétersbourg.
Il a créé des œuvres de Sergueï Slominski (Symphonie no 1, 1962) et Rudolf Wagner-Régeny (Acht Kommentäre zu einer Weise des Guillaume de Machaut, 1967).

## Enregistrements
Pour Melodiya :
- Antonín Dvořák, Symphonie n ° 9 « Nouveau Monde », Orchestre Symphonique de l'URSS
- César Franck, Symphonie en ré mineur
- Franz Liszt, Tasso poème symphonique, l'Orchestre philharmonique de Leningrad
- Andrei Petrov, Poème, pour cordes, orgue, quatre trompettes et percussions, Orchestre philharmonique de Leningrad
- Piotr Tchaïkovski, Suite n° 1, et la Symphonie N ° 3 polonaise, Orchestre symphonique de la Radio de Moscou
- Manuel de Falla, L'Amour sorcier, avec Irina Arkhipova.

Caprice Recaords (sv) (Suède)
- Hilding Rosenberg, Concerto pour violon n° 2, Leon Spierer, Orchestre philharmonique Royal de Stockholm

### Archives radio
BBC :
- Dmitri Chostakovitch, Symphonie n° 5 - Tchaïkovski, La belle au bois Dormant (1971)
- Gustav Mahler, Symphonie n° 5 (1984, archives sonores du dernier concert, British Library)